# Vespíneos
Os vespíneos (Vespinae) são uma subfamília de vespas eussociais pertencentes à família Vespidae.

## Distribuição
O grupo como um todo ocorre principalmente no hemisfério norte. Está presente no continente da Eurásia, ilhas do sul do Pacífico (da Ásia até Nova Guiné) e na América do Norte. Várias espécies aumentaram seu alcance por meio da introdução facilitada pelo homem.

## Descrição
São insetos de tamanho médio a grande, variando de 10 a 40 mm de comprimento total do corpo. O primeiro segmento gástrico (segundo abdominal) é truncado basalmente com uma face anterior vertical, diferente de outras vespas sociais nas quais é gradualmente estreitado em direção à base ou peciolado.
Tanto as rainhas quanto as operárias têm um aparelho de veneno totalmente desenvolvido e habilidade de picar, o que pode as tornar de preocupação médica/veterinária.

### Ninho
Os vespines constroem ninhos de papel compostos por favos de cria horizontais, todo o conjunto envolvido por um envelope. A maioria das espécies formam o ninho de forma independente, com exceção do gênero Provespa, que tem formação por enxame.

## Espécies
O grupo é composto por quatro gêneros:
- Vespa (22 espécies)
- Provespa (de hábitos noturnos, três espécies)
- Dolichovespula (19 espécies)
- Vespula (23 espécies)